# Neal Heaton
Neal Heaton (né le 3 mars 1960 à South Ozone Park, New York, États-Unis) est un ancien lanceur gaucher au baseball ayant joué dans les Ligues majeures pour sept équipes, de 1982 à 1993.
Il a été invité au match des étoiles du baseball majeur en 1990 comme membre des Pirates de Pittsburgh.

## Carrière
Neal Heaton est un choix de deuxième ronde des Indians de Cleveland en 1981. Il fait ses débuts dans les majeures en septembre 1982 avec cette équipe. Le lanceur partant gaucher franchit deux fois le plateau des 10 victoires avant d'être transféré aux Twins du Minnesota en juin 1986.
Le 3 février 1987, les Twins échangent Heaton, les lanceurs Yorkis Perez et Al Cardwood et le receveur Jeff Reed aux Expos de Montréal en retour releveur étoile Jeff Reardon et du receveur Tom Nieto.
En 1987, Neal Heaton connaît une de ses meilleures saisons en carrière avec 13 victoires, mais déçoit en 1988 avec un piètre dossier de 3-10.
Avant le début de la saison 1989, Montréal échange Heaton aux Pirates de Pittsburgh en retour du lanceur droitier Brett Gideon. Le vétéran passe trois saisons chez les Pirates, remporte 12 victoires en 1990 et est invité au match des étoiles du baseball majeur. Il aide l'équipe à conquérir deux fois le titre de section dans l'Est de la Ligue nationale.
Muté à l'enclos de relève vers la fin de sa carrière dans les majeures, Heaton joue pour les Royals de Kansas City (1992), les Brewers de Milwaukee (1992) et les Yankees de New York (1993) avant de se retirer.
En 382 parties jouées, dont 202 départs, et 1507 manches lancées, il a remporté 80 victoires pour 96 défaites, retirant 699 frappeurs sur des prises. Sa moyenne de points mérités s'élève à 4,37.